# 鲍勃·多纳姆
罗伯特·E·多纳姆（英語：Robert E. Donham，1926年10月11日—），美国NBA联盟前职业篮球运动员。